# ذرة شامية حلوة

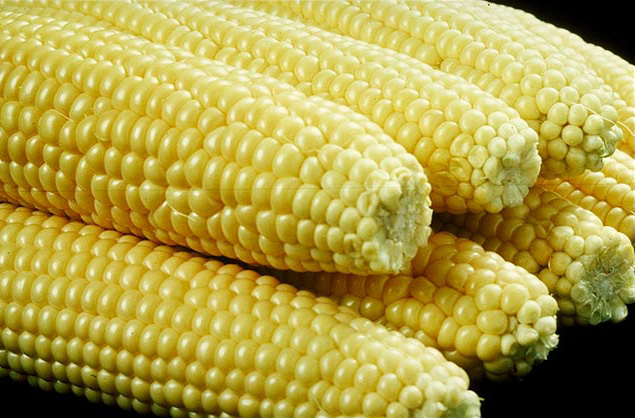
الذرة الحلوة

الذرة الشامية الحلوة، وتسمى أيضا الذرة الشامية الشكرية، أو الذرة الصفراء (الاسم العلمي: Zea mays Saccharata Group) هي مجموعة متنوعة من الذرة الشامية ذات محتوى مرتفع من السكر، الذرة الشامية الحلوة هو نتيجة لطبيعية طفرة الجينات المتنحية التي تتحكم في تحويل السكر إلى نشا داخل السويداء من نواة الذرة.

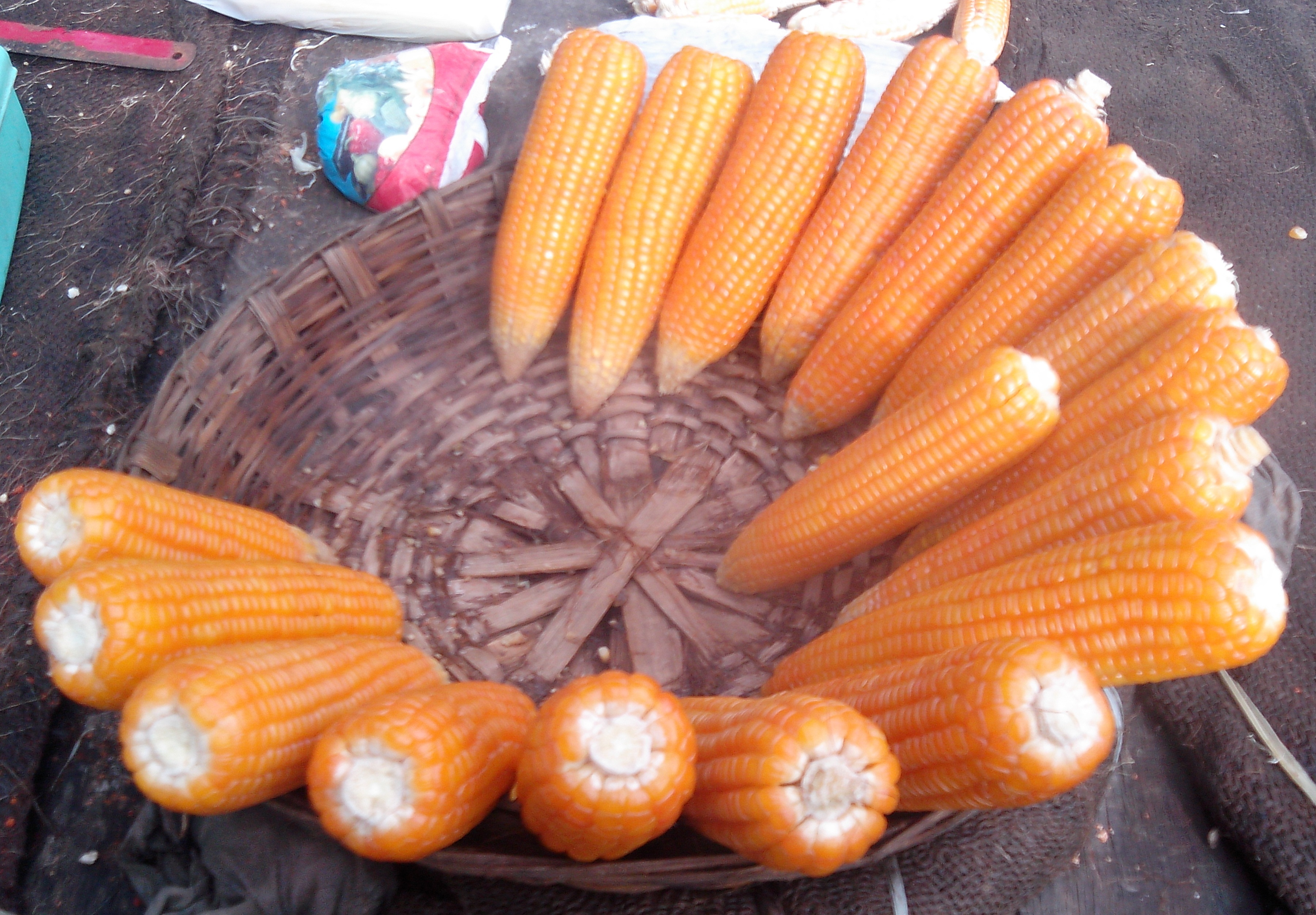

الذرة الشامية الحلوة هي نتيجة لطفرة متنحية تحدث بشكل طبيعي في الجينات التي تتحكم في تحويل السكر إلى نشا داخل السويداء من نواة الذرة الشامية. على عكس أصناف الذرة الشامية الحقلية، التي يتم حصادها عندما تكون الحبوب جافة وناضجة (مرحلة الانبعاج)، تُقطف الذرة الشامية الحلوة عندما تكون غير ناضجة (مرحلة الحليب) وتحضر وتؤكل كخضروات بدلاً من الحبوب. نظرًا لأن عملية النضج تنطوي على تحويل السكر إلى نشا، فإن مخازن الذرة الحلوة سيئة ويجب أن تؤكل طازجة أو معلبة أو مجمدة قبل أن تصبح الحبوب قاسية ونشوية.
وهي واحدة من ستة أنواع رئيسية من الذرة الشامية، والأنواع الأخرى هي الذرة الشامية السائبة، والذرة الشامية الصوان، الذرة الشامية، والفشار، ودقيق الذرة الشامية.

## التاريخ
تحدث الذرة الشامية الحلوة كطفرة تلقائية في الذرة الشامية الحقلية ونمت من قبل العديد من القبائل الأمريكية الأصلية. أعطى الإيروكوا أول ذرة شامية حلوة مسجلة (تسمى بابون) للمستوطنين الأوروبيين عام 1779. سرعان ما أصبح طعامًا شائعًا في المناطق الجنوبية والوسطى من الولايات المتحدة.

## التركيب البنيوي
ثمرة نبتة الذرة الحلوة هي نواة الذرة، وهو نوع من الفاكهة يسمى كروبسيس. الأذن عبارة عن مجموعة من الحبات على قطعة خبز. نظرًا لأن الذرة الشامية أحادية النواة، يوجد دائمًا عدد زوجي من صفوف الحبات. الأذن مغطاة بأوراق ملفوفة بإحكام تسمى القشرة. الحرير هو اسم الأزهار التي تنبثق من القشرة. تتم إزالة القشرة والحرير يدويًا، قبل الغليان ولكن ليس بالضرورة قبل التحميص، في عملية تسمى التقشير.

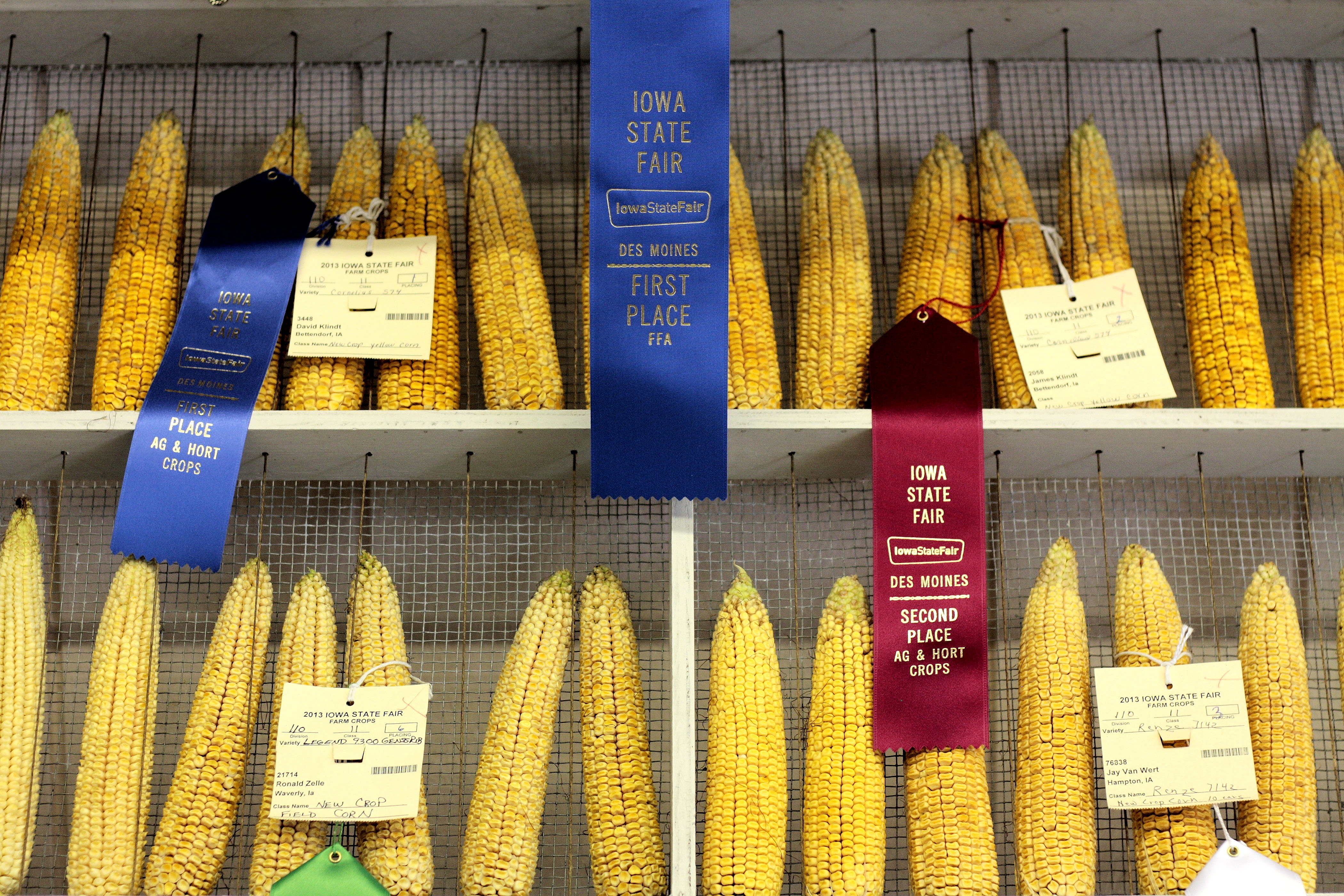

## استهلاك
في معظم أمريكا اللاتينية، تؤكل الذرة الشامية الحلوة تقليديًا مع الفاصوليا. كل طعام ينقصه في اثنين من الأحماض الأمينية الأساسية التي تصادف وجودها بكثرة في الآخر، لذلك تشكل الذرة الشامية الحلوة والفاصوليا وجبة كاملة البروتين. في البرازيل، تؤكل الذرة الشامية الحلوة المقطوعة من الكيزان عمومًا مع البازلاء (حيث يعتبر هذا المزيج، نظرًا للتطبيق العملي للحبوب المعلبة المطبوخة على البخار في نظام غذائي حضري، إضافة متكررة إلى الوجبات المتنوعة مثل السلطات واليخنات والأرز الأبيض المتبل والريزوتو والحساء والمعكرونة والكلاب النقانق الكاملة).
في ماليزيا، توجد مجموعة متنوعة فريدة من نوعها في منطقة مرتفعات كاميرون تسمى «ذرة اللؤلؤ الشامية». الحبات بيضاء لامعة تشبه اللآلئ ويمكن أن تؤكل نيئة من قطعة خبز ولكن غالبًا ما تُغلى في الماء والملح.
في الفلبين، يتم تقديم حبات الذرة الشامية الحلوة المسلوقة ساخنة مع المارجرين ومسحوق الجبن كوجبة خفيفة غير مكلفة يبيعها الباعة الجائلين.
وبالمثل، فإن الذرة الحلوة في إندونيسيا يتم طحنها تقليديًا أو نقعها في الحليب، مما يوفر فيتامين ب النياسين في الذرة الشامية، والذي يؤدي عدم وجوده إلى الإصابة بالبلاجرا؛ في البرازيل، مزيج من الذرة الشامية الحلوة المطحونة والحليب هو أيضًا أساس العديد من الأطباق المعروفة، مثل البامونا والحلوى الشبيهة بالبودينج، في حين أن الذرة الشامية الحلوة التي تؤكل مباشرة من الكيزان تميل إلى أن تقدم مع الزبدة.

## اقرأ أيضاً
- ذبول ستيوارتي